# William Palacio
William de Jesús Palacio Navarro  (n 27 de marzo de 1965 en Cartago, Valle del Cauca, Colombia) es un ex ciclista profesional colombiano. Fue profesional entre 1986 y 1992 ininterrumpidamente.
Su gran año como profesional fue 1992, donde consiguió su principal victoria (una etapa de la Dauphiné Libéré) e hizo un meritorio segundo puesto en la Vuelta a los Valles Mineros.

## Palmarés
1985
- Vuelta de la Juventud de Colombia

1988
- Vuelta a Murcia, 2o. lugar

1990
- Vuelta al Valle del Cauca

1992
- 1 etapa de la Dauphiné Libéré

## Resultados en grandes vueltas
| Carrera         | 1988 | 1989 | 1990 | 1991 | 1992 |
| Tour de Francia | -    | 25°  | 16°  | -    | Ab.  |
| Giro de Italia  | Ab.  | -    | -    | -    | -    |
| Vuelta a España | 12°  | 30°  | 39°  | 69°  | 18°  |

## Equipos
- Café de Colombia (1986-1987)
- Reynolds (1988-1989)
- Manzana Postobón (1990-1992)